# Es Migjorn Gran
Es Migjorn Gran (em catalão e oficialmente; em castelhano: San Cristóbal) é um município da Espanha na ilha de Minorca, província e comunidade autónoma das Ilhas Baleares. Tem 31,2 km² de área e em 2021 tinha 1 500 habitantes (densidade: 48,1 hab./km²).

## Demografia
| Variação demográfica do município entre 1991 e 2004 [carece de fontes?] | Variação demográfica do município entre 1991 e 2004 [carece de fontes?] | Variação demográfica do município entre 1991 e 2004 [carece de fontes?] | Variação demográfica do município entre 1991 e 2004 [carece de fontes?] |
| ----------------------------------------------------------------------- | ----------------------------------------------------------------------- | ----------------------------------------------------------------------- | ----------------------------------------------------------------------- |
| 1991                                                                    | 1996                                                                    | 2001                                                                    | 2004                                                                    |
| 1049                                                                    | 1076                                                                    | 1167                                                                    | 1300                                                                    |